# Filipendula ulmaria
La ulmaria (Filipendula ulmaria) o reina de los prados es una especie de planta herbácea perteneciente a la familia  de las rosáceas.

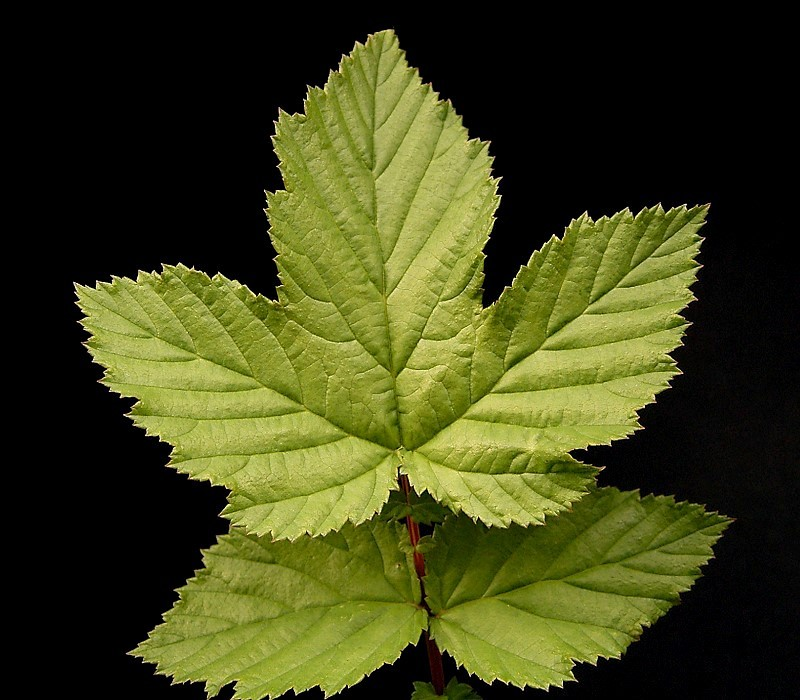
Hoja.

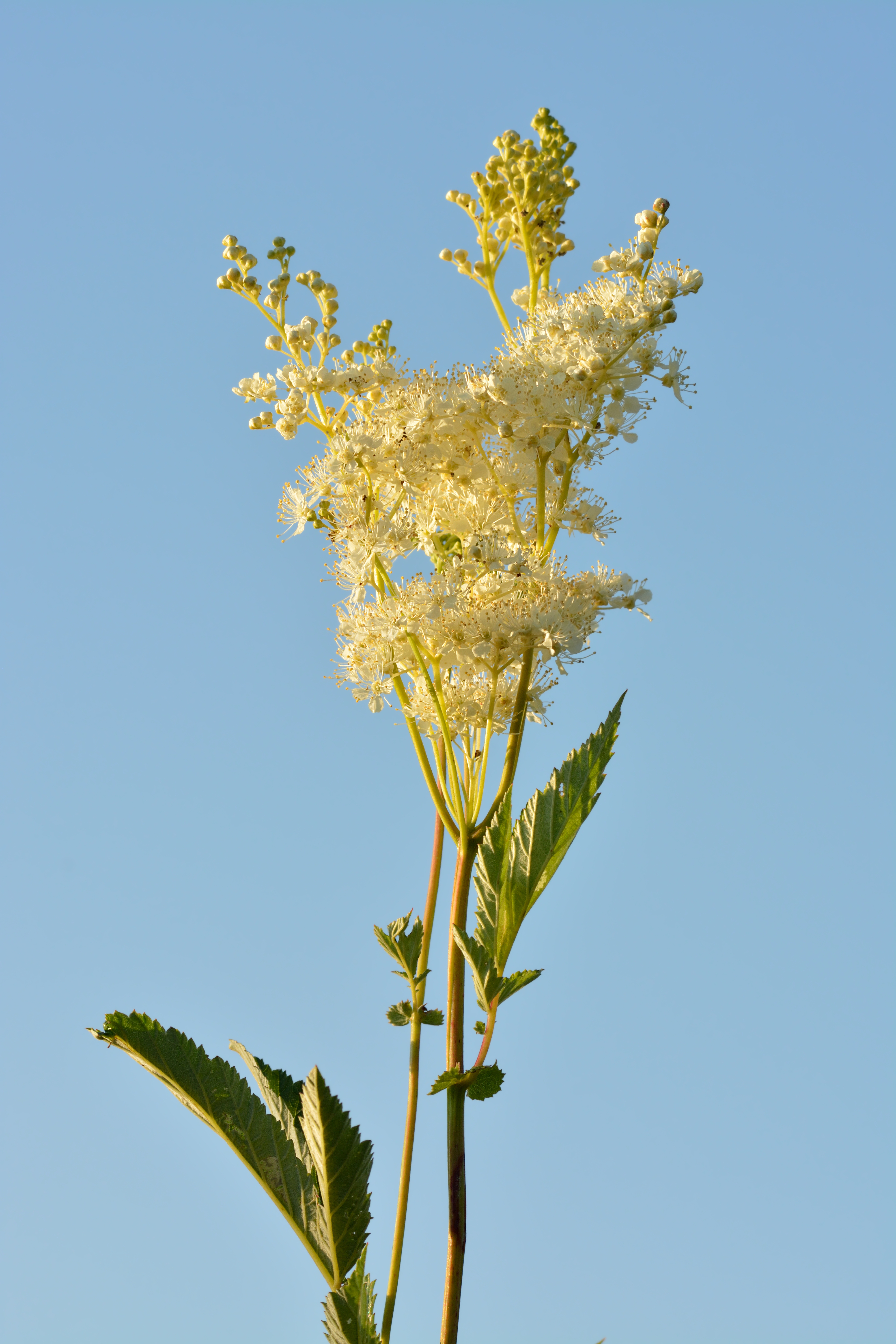
Inflorescencia.

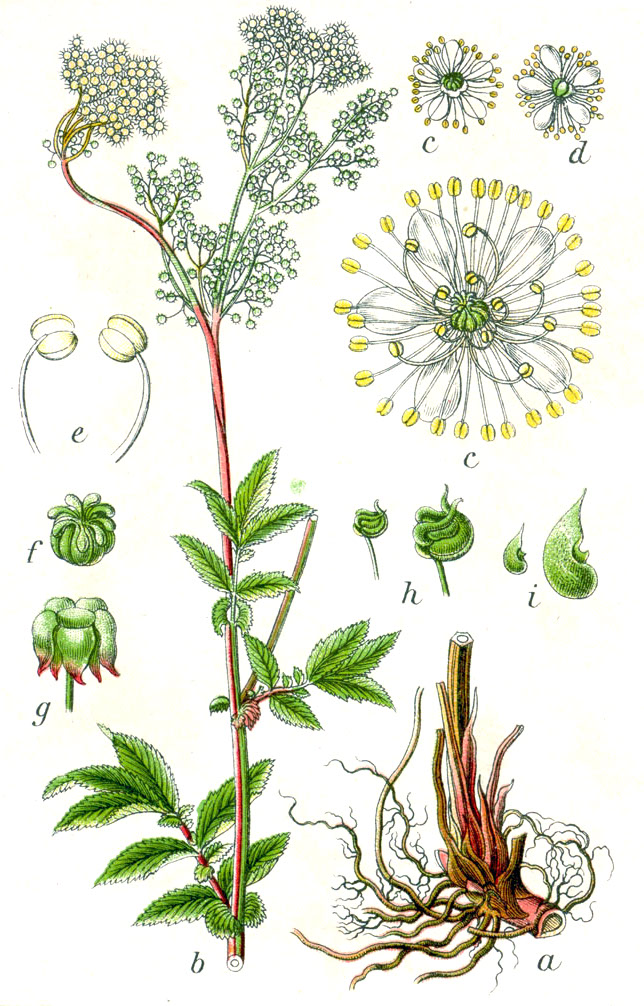
Ilustración

## Descripción
Filipendula ulmaria (L. Maxim. 1879) se distingue de Filipendula vulgaris en tener hojas basales con no más de 5 pares de folíolos, que miden más de 2 cm;  pétalos más pequeños, de 2-5 mm .  Pelosa, perenne, de tallos simples o ramosos de hasta 2 m; raíces sin tubérculos. La inflorescencia suele ser más larga que ancha. Flores blancas con estambres, más largos que los pétalos. Florece en verano.

## Hábitat
Habita en lugares muy húmedos, pantanos, prados higroturbosos.

## Distribución
En toda Europa.

## Propiedades
- Antiinflamatorio: Los derivados salicilatos que contiene inhiben la síntesis de prostaglandinas por inactivación irreversible de la COX-1.  El efecto antiinflamatorio se manifiesta principalmente en las fases iniciales de la inflamación.
- Analgésico: Los derivados salicilatos producen analgesia al actuar a nivel central sobre el hipotálamo y a nivel periférico bloqueando la generación de impulsos dolorosos, mediante el bloqueo de la síntesis de prostaglandinas mediada por la inhibición de la ciclooxigenasa.
- Antipirético :  Los derivados salicilatos reducen la temperatura anormalmente elevada cuando actúan sobre el centro termorregulador del hipotálamo produciendo vasodilatación periférica. La vasodilatación aumenta la sudoración y por tanto la pérdida de calor. No disminuyen la temperatura normal.

## Contraindicaciones
- Hipersensibilidad a los salicilatos
- Abstenerse de prescribir extractos concentrados de Ulmaria en caso de úlceras gastroduodenales, hemorragias activas o cuando se sigan tratamientos con anticoagulantes o hemostàticos.
- No prescribir formas de dosificación orales con contenido alcohólico a niños menores de dos años ni a consultantes en proceso de deshabituación etílica.

## Historia
A partir de la oxidación del aldehído salicílico (componente principal de Filipendula ulmaria) se descubrió el ácido salicílico en 1838, que a su vez originó el descubrimiento del ácido acetilsalicílico en 1853. Este último, conocido como Aspirina, se volvió uno de los medicamentos más famosos y utilizados en el mundo desde hace más de un siglo. Su nombre precisamente deriva del nombre latino de la reina de los prados: Spiraea.

## Taxonomía
Filipendula ulmaria fue descrita por (L.) Maxim. y publicado en Trudy Imperatorskago S.-Peterburgskago Botaničeskago Sada 6(1): 251. 1879.
Etimología
Filipendula: nombre genérico que viene de filum que significa "hilo", y pendulus que significa "colgando". Se dice que el nombre describe los tubérculos de la raíz que cuelgan característicamente sobre el género, en raíces fibrosas.
ulmaria: epíteto que significa "como "Ulmaria"
Sinonimia

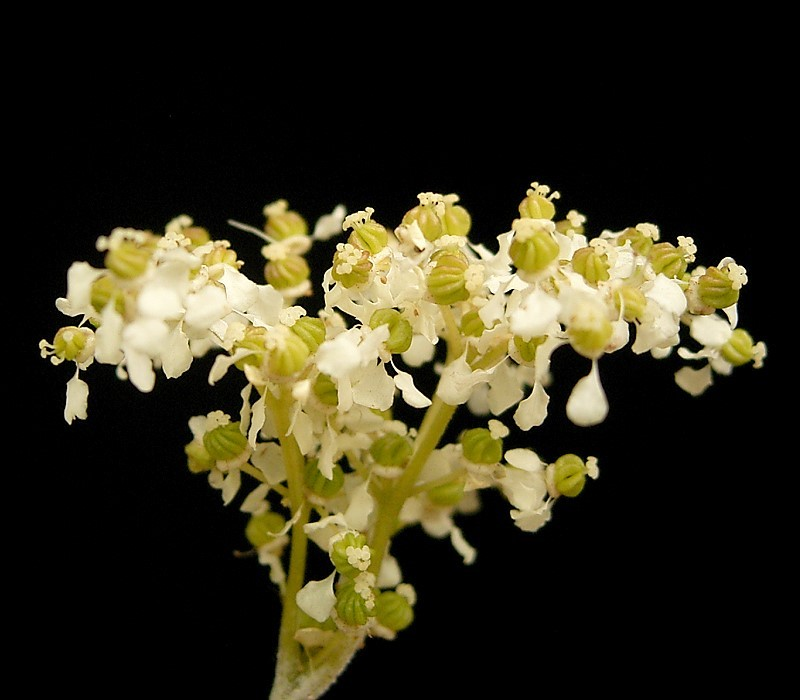
Flores.

- Filipendula denudata (J.Presl & C.Presl) Fritsch

## Nombres comunes
- Castellano: altarcina, altareina, altarreina, espirea, filipéndula, florón, norotil, reina de los prados, reina del prado, ulmaria, ulmarina.[3]